# دنیل گیزا
دنیل گنزالس گیزا (تلفظ اسپانیایی: daˈnjel ˈɣwiθa، متولد ۱۷ اوت ۱۹۸۰، اسپانیا) مهاجم فوتبالیست ختافه است.